# Sulpizia Vitelleschi
Sulpizia Vitelleschi, född 1635, död 1684, var en italiensk arvtagare. Hon figurerade i den berömda Spanaprocessen.

## Biografi
Sulpizia Vitelleschi var enda barn och arvtagare till adelsmannen Ippolito Vitelleschi (1584–1654) och Angela Vitelleschi. Hennes far, överhuvud för Vatikanens bibliotek och ägare av en berömd skulptursamling i sitt palats Palazzo Vitelleschi på Via del Corso, var en av Italiens rikaste män. När hennes far avled vid 1654 blev hon som hans arvtagare vid nitton års ålder Roms rikaste kvinna.
Sulpizia Vitelleschis mor var bekant med äktenskapsmäklaren och giftförsäljaren Giulia Tofana, som arrangerade ett äktenskap åt Sulpizia Vitelleschi: hennes gudfar, den pro-spanska kardinal Francesco Peretti di Montalto, avvisade dock förslaget eftersom den tilltänkte brudgummen var pro-fransk. Hon gifte sig i mars 1647 med Girolamo Mattei, bror till kardinal Orazio Mattei (1621–1656), som avled under pesten i Rom 22 augusti 1656. Hon gifte om sig med sin kusin Antonio II Tassi (1623–1672), Marchese di Paullo och kapten vid det kungliga gardet hos vicekungen av Neapel i december 1656, fyra månader efter sin första makes död.
Under Spanaprocessen i april 1659 nämndes Sulpizia Vitelleschi av giftblandaren Gironima Spanas tjänare Francesca Flore, som vittnade mot Spana och uppgav Vitelleschi som en av Spanas kunder. Flore uppgav att Spana "en gång gav sin vätska till en dam som bodde på Via del Corso. Jag känner inte till hennes förnamn, men jag hörde henne säga till Gironima att hon var donna Vitelleschi. Jag hörde en gång donna Vitelleschi klaga över sin make – att han var för arrogant och att hon inte kunde leva med honom."
Problemet var att Flore uppgav att Sulpizia Vitelleschi hade köpt giftet år 1657, då denna redan ett år hade varit gift med en man som fortfarande levde. Istället för att överväga att Flore hade förväxlat datumen, föredrog dock utredarna att lägga ned undersökningen mot Sulpizia Vitelleschi med hänsyn till hennes rang och istället fokusera på kunder av lägre samhällsklass. 